# Лукина (Слободо-Туринский район)
Лукина — деревня в Слободо-Туринском районе Свердловской области России, входит в состав Усть-Ницинского сельского поселения. 

## Географическое положение
Деревня Лукина расположена в 13 километрах (по дорогам в 21 километре) к юго-востоку от села Туринская Слобода, на левом берегу реки Туры. В деревне имеется озеро-старица. В половодье автомобильное сообщение с деревней затруднено.

## Население
| 2002 | 2010 | 2021 |
| ---- | ---- | ---- |
| 41   | ↘29  | ↘25  |